# Samtgemeinde Kirchdorf
 For alternative betydninger, se Kirchdorf. (Se også artikler, som begynder med Kirchdorf)
Kirchdorf er et amt ("Samtgemeinde") i Landkreis Diepholz i den tyske delstat Niedersachsen der blev oprettet i 1974. Administrationen ligger i byen Kirchdorf.

## Geografi
Samtgemeinde Kirchdorf ligger i lavlandet vest for floden Weser i Niedersachsen 36 meters højde, i trekanten mellem Hannover, Bremen og Osnabrück.
Gennem amtet løber floden Große Aue, en biflod til Weser. En stor del af området består af flere højmoser . I kommunen Kirchdorf ligger et stort sammenhængende hedeområde med navnet Kirchdorfer Heide.
Samtgemeinde Kirchdorf består af kommunerne
- Bahrenborstel med Holzhausen, Hakenmoor, Göthen og Hespeloh,
- Barenburg med Munterburg,
- Freistatt med Sprekelshorst, Heimstatt og Deckertau,
- Kirchdorf med Kuppendorf, Heerde, Brunsberg og Scharringhausen,
- Varrel mit Bensebülten, Brümmerloh, Dörrieloh, Neubauern, Renzel og Schäkeln,
- Wehrbleck med Buchhorst, Strange, Nordholz og Nutteln.

### Nabokommuner
Nabokommuner er (fra nord, med uret): Sulingen, Steyerberg, Uchte, Wagenfeld, Reden og Barnstorf.